# Lies Sluijters
Elisa (Lies) Kuijper-Sluijters (Amsterdam, 17 maart 1924 – aldaar, 9 augustus 2010) was een Nederlandse atlete, die zich had toegelegd op de sprint. Vooral in estafetteverband maakte ze op dit gebied naam. Zo was zij gedurende zes jaar medewereldrecordhoudster op de 4 x 200 m en was zij lid van het team, dat een Nederlands record vestigde op de 10 x 100 m.

## Biografie

### Wereldrecord als weerwoord
Sluijters, dochter van de bekende kunstschilder Jan Sluijters, maakte in 1944 deel uit van een Nederlands estafetteteam dat een wereldrecord vestigde op de 4 x 200 m. Dit record kwam op bijzondere wijze tot stand. In mei van dat jaar had namelijk een Nederlands viertal, bestaande uit Fanny Blankers-Koen, Janny Adema, Nettie Timmer en Gerda Koudijs met een tijd van 48,8 s een wereldrecord gevestigd op de 4 x 110 yd, een nummer dat op het Europese continent weinig werd gelopen. Aangezien het record eerder in handen was geweest van een Engels team, werd er aan deze verbetering door de Duitse pers overdreven veel aandacht besteed. De Duitse bezetter zag dit blijkbaar als een 'vermeldenswaardige' slag in het gezicht van de Engelse tegenstander.
Dit deed bij Jan Blankers, echtgenoot en trainer van Fanny Blankers-Koen, en anderen het plan opkomen om het record op de 4 x 200 m aan te vallen, dat immers op naam stond van een Duits team. Het nummer werd daarom ingelast op wedstrijden die op 27 augustus 1944 in Hilversum plaatsvonden. Saillant detail hierbij is, dat de deelneemsters op weg naar deze wedstrijd enige tijd moesten schuilen, omdat de trein waarmee ze reisden vanuit Engelse vliegtuigen werd beschoten. Wellicht liepen om deze reden de vrouwen, eenmaal in Hilversum aangekomen, voor wat zij waard waren. In de volgorde Lies Sluijters, Fanny Blankers-Koen, Nettie Timmer en Gerda Koudijs vestigden zij met een tijd van 1.41,0 een record, dat 4,3 seconden beter was dan het oude Duitse uit 1938. Ditmaal had de Duitse pers opvallend weinig belangstelling voor de verrichting! Het record zou pas in 1950 worden verbeterd.

### Bijzonder Nederlands record
Sluijters maakte in 1952 ook deel uit van een sprintploeg van de Amsterdamse damesatletiekvereniging Sagitta, bestaande uit tien atletes, die op 1 juli 1952 het Nederlandse record voor clubteams op de 10 x 100 m uit 1944 verbeterde van 2.06,6 s tot 2.04,1. Tot de ploeg behoorden verder onder andere de internationals Fanny Blankers-Koen en Gré de Jongh. Dit record bleef van kracht tot 1969, toen dit zelden gelopen nummer van de recordlijst werd geschrapt.
Lies Sluijters was getrouwd met de kunstschilder Jacob Kuijper.

## Persoonlijk record
| Onderdeel | Prestatie | Datum           | Plaats    |
| --------- | --------- | --------------- | --------- |
| 200 m     | 26,0 s    | 6 augustus 1944 | Amsterdam |